# OR52E2
OR52E2 (англ. Olfactory receptor family 52 subfamily E member 2) – білок, який кодується однойменним геном, розташованим у людей на короткому плечі 11-ї хромосоми. Довжина поліпептидного ланцюга білка становить 325 амінокислот, а молекулярна маса — 36 630.
| 10         |  | 20         |  | 30         |  | 40         |  | 50         |
| ---------- |  | ---------- |  | ---------- |  | ---------- |  | ---------- |
| MFLPNDTQFH |  | PSSFLLLGIP |  | GLETLHIWIG |  | FPFCAVYMIA |  | LIGNFTILLV |
| IKTDSSLHQP |  | MFYFLAMLAT |  | TDVGLSTATI |  | PKMLGIFWIN |  | LRGIIFEACL |
| TQMFFIHNFT |  | LMESAVLVAM |  | AYDSYVAICN |  | PLQYSAILTN |  | KVVSVIGLGV |
| FVRALIFVIP |  | SILLILRLPF |  | CGNHVIPHTY |  | CEHMGLAHLS |  | CASIKINIIY |
| GLCAICNLVF |  | DITVIALSYV |  | HILCAVFRLP |  | THEARLKSLS |  | TCGSHVCVIL |
| AFYTPALFSF |  | MTHRFGRNVP |  | RYIHILLANL |  | YVVVPPMLNP |  | VIYGVRTKQI |
| YKCVKKILLQ |  | EQGMEKEEYL |  | IHTRF      |  |            |  |            |

A: Аланін

C: Цистеїн

D: Аспарагінова кислота

E: Глутамінова кислота

F: Фенілаланін

G: Гліцин

H: Гістидин

I: Ізолейцин

K: Лізин

L: Лейцин

M: Метіонін

N: Аспарагін

P: Пролін

Q: Глутамін

R: Аргінін

S: Серин

T: Треонін

V: Валін

W: Триптофан

Кодований геном білок за функціями належить до рецепторів, g-білокспряжених рецепторів, білків внутрішньоклітинного сигналінгу. 
Локалізований у клітинній мембрані.